# جون هورويتز
جون هورويتز (بالإنجليزية: Jon Hurwitz)‏ ممثل وكاتب سيناريو أمريكي من مواليد 15 نوفمبر 1977. وهو خريج من مدرسة وارتون في جامعة بنسلفانيا وكذلك هو خريج مدرسة راندولف الثانوية.

## أعماله
| الفيلم                                    | العام | الدور            |
| ----------------------------------------- | ----- | ---------------- |
| Filthy                                    | 2002  | كاتب             |
| فيلم مخيف 3                               | 2003  | كاتب             |
| Harold & Kumar Go To White Castle         | 2004  | مخرج وممثل       |
| Harold & Kumar Escape from Guantanamo Bay | 2008  | مخرج وممثل ومنتج |
| Harold & Kumar 3                          | 2010  |                  |

## وصلات خارجية
- جون هورويتز على موقع IMDb (الإنجليزية)
- جون هورويتز على موقع ألو سيني (الفرنسية)
- جون هورويتز على موقع أول موفي (الإنجليزية)
- جون هورويتز على موقع بوكس أوفيس موجو (الإنجليزية)
- جون هورويتز على موقع قاعدة بيانات الأفلام السويدية (السويدية)
- جون هورويتز على موقع قاعدة بيانات الفيلم (الإنجليزية)
- جون هورويتز على موقع كينوبويسك (الروسية)

- صفحته على imdb
- Jon Hurwitz's Myspace Page